# Gao Huan
Gao Huan (chinesisch 高欢, Pinyin Gāo Huān; * 20. Januar 1990 in Liaoning) ist ein chinesischer Badmintonspieler.

## Karriere
Gao Huan gewann bei der Junioren-Weltmeisterschaft 2007 Bronze im Einzel und Gold mit dem Team. 2008 siegte er erneut mit der Mannschaft und steigerte sich auf Platz zwei im Einzel. Beim China Masters 2010 wurde er 17. im Herreneinzel ebenso wie bei der Singapur Super Series 2010.

## Sportliche Erfolge
| Saison | Veranstaltung              | Disziplin    | Platz | Name     |
| ------ | -------------------------- | ------------ | ----- | -------- |
| 2007   | Junioren-Weltmeisterschaft | Herreneinzel | 3     | Gao Huan |
| 2007   | Junioren-Weltmeisterschaft | Team         | 1     | China    |
| 2008   | Junioren-Weltmeisterschaft | Herreneinzel | 2     | Gao Huan |
| 2008   | Junioren-Weltmeisterschaft | Team         | 1     | China    |
| 2010   | China Masters              | Herreneinzel | 17    | Gao Huan |
| 2010   | Singapur Open              | Herreneinzel | 17    | Gao Huan |